# پارواتیپورام
پارواتیپورام (به انگلیسی: Parvathipuram) یک منطقهٔ مسکونی در هند است که در Parvathipuram mandal واقع شده‌است. پارواتیپورام ۷٫۲۴ کیلومتر مربع مساحت و ۵۳٬۸۴۴ نفر جمعیت دارد.